# Liste des sites Ramsar aux Comores
Cet article recense les zones humides des Comores concernées par la convention de Ramsar.

## Statistiques
La convention de Ramsar est entrée en vigueur aux Comores le 9 juin 1995.
En janvier 2020, le pays compte 3 sites Ramsar, couvrant une superficie de 160,3 km2.

## Liste
| Site                 | État          | Notes | Date             | Superficie (km²) | Altitude (m) | Identifiant Ramsar | Identifiant WDPA | Coordonnées                      | Photo |
| -------------------- | ------------- | ----- | ---------------- | ---------------- | ------------ | ------------------ | ---------------- | -------------------------------- | ----- |
| Lac Dziani Boundouni | Mohéli        |       | 9 février 1995   | 0,30             |              | 717                | 95325            | 12° 21′ sud, 43° 45′ est         |       |
| Karthala             | Grande Comore |       | 12 novembre 2006 | 130,00           | 800 - 2 361  | 1649               | 902993           | 11° 46′ 01″ sud, 43° 21′ 00″ est |       |
| Mont Ntringui        | Anjouan       |       | 12 novembre 2006 | 30,00            | 800 - 1 595  | 1650               | 902994           | 12° 10′ 59″ sud, 44° 25′ 01″ est |       |